# Хуэйминь (Хух-Хото)
Хуэйми́нь (кит. упр. 回民, пиньинь Huímín) — район городского подчинения городского округа Хух-Хото автономного района Внутренняя Монголия (КНР). Название района означает «мусульманский район», и связано с тем, что исторически в этой части города жило много мусульман.

## История
В декабре 1950 года был образован Мусульманский автономный район (回民自治区). В 1956 году он был преобразован в обычный городской район. В 1968 году район Хуэйминь был переименован в район Хунци (红旗区, «Краснознамённый»), но в 1978 году ему было возвращено прежнее название.

## Административное деление
Район Хуэйминь делится на 7 уличных комитетов и 1 посёлок.